# Гладіатор зеленогрудий
Гладіатор зеленогрудий (Malaconotus gladiator) — вид горобцеподібних птахів родини гладіаторових (Malaconotidae). Мешкає в Камеруні та Нігерії.

## Поширення і екологія
Зеленогруді гладіатри живуть в лісах Камерунського нагір'я і на високогірних луках, на висоті від 900 до 2300 м над рівнем моря.

## Збереження
МСОП вважає цей вид вразливим. Дослідники вважають, що популяція зеленогрудих гладіаторів нараховує 3500-15000 птахів. Їм загрожує знищення природного середовища.